# تصميم الكنتور
إن تصميم الكنتور عبارة عن تقنية طباعة المباني التي يجري بحثها من قِبَل بهروخ خوشنيفيس من معهد علوم المعلومات التابع لجامعة جنوب كاليفورنيا (في كلية فيتربي للهندسة) والتي تستخدم رافعة أو جانتري تتحكم في الكمبيوتر لبناء الصروح بسرعة وكفاءة مع عمالة يدوية أقل كثيراً. تم تصوره في الأصل كطريقة لتشييد القوالب للأجزاء الصناعية. قرر خوشنيفيس تكييف التكنولوجيا لبناء المنازل بسرعة كوسيلة لإعادة البناء بعد الكوارث الطبيعية، مثل الزلازل المدمرة التي ابتليت بها إيران.
وباستخدام مادة سريعة الإعداد وشبيهة بالخرسانة، تشكل صياغة جدران المنزل طبقة تلو الأخرى حتى تعلوها الأرضيات والسقوف التي وضعتها الرافعة. المفهوم الافتراضي يدعو إلى إدخال المكونات الهيكلية، السباكة، الأسلاك، المرافق، وحتى الأجهزة الاستهلاكية مثل الأنظمة السمعية البصرية مع بناء الطبقات.

## تاريخ
وقدمت شركة كاتربيلار تمويلا للمساعدة في دعم بحوث مشروع فيتربي في صيف عام 2008.
في عام 2009، أنشأ طلاب الدراسات العليا في جامعة التفرد مشروع ACASA[بحاجة لتوضيح] مع خوشنيفيس كمنظمة مدير التكنولوجيا التنفيذي لتسويق تصميم الكنتور.
في عام 2010، ادعى خوشنيفيس أن نظامه يمكن أن يبني منزلًا كاملًا في يوم واحد، ورافعته التي تعمل بالطاقة الكهربائية سوف تنتج القليل جدًا من مخلفات مواد البناء. وقد أفاد برنامج الاكتشافات الذي وضعته قناة العلوم في هذا الأسبوع في عام 2005 أنه بالنظر إلى ما يتراوح بين 3 و7 أطنان من نفايات المواد والأدخنة المستنفدة من مركبات البناء أثناء البناء المنزلي العادي، يمكن لصياغة هذه المواد أن تقلل إلى حد كبير من التأثير البيئي.[بحاجة لتحديث]
ذكر خوشنيفيس في عام 2010 أن ناسا كان تقييم كونتور حرفة لتطبيقه في بناء القواعد على المريخ والقمر. بعد ثلاث سنوات، في عام 2013، مولت ناسا دراسة صغيرة في جامعة جنوب كاليفورنيا لمواصلة تطوير تقنية كونتور للحرف 3D الطباعة. التطبيقات المحتملة لهذه التكنولوجيا تشمل بناء هياكل قمرية من مادة يمكن بناؤها من 90% من المواد القمرية مع 10% فقط من المواد المنقولة من الأرض.
في عام 2017 أعلنت شركة كونتور كرافينغ (التي يعمل خوشنيفيس رئيسها التنفيذي) عن شراكة مع شركة دوكا فينتورز واستثمارها. ويدعون في البيان الصحفي أنهم «سيشرعون في تسليم الطابعات الأولى في أوائل العام المقبل».